# Amanita rubescens
A amanita-vinosa (Amanita rubescens) é um fungo que pertence ao gênero de cogumelos Amanita na ordem Agaricales. Encontrado na Europa e América do Norte, seu consumo não é recomendado por especialistas.